# Franz Pfyffer von Altishofen

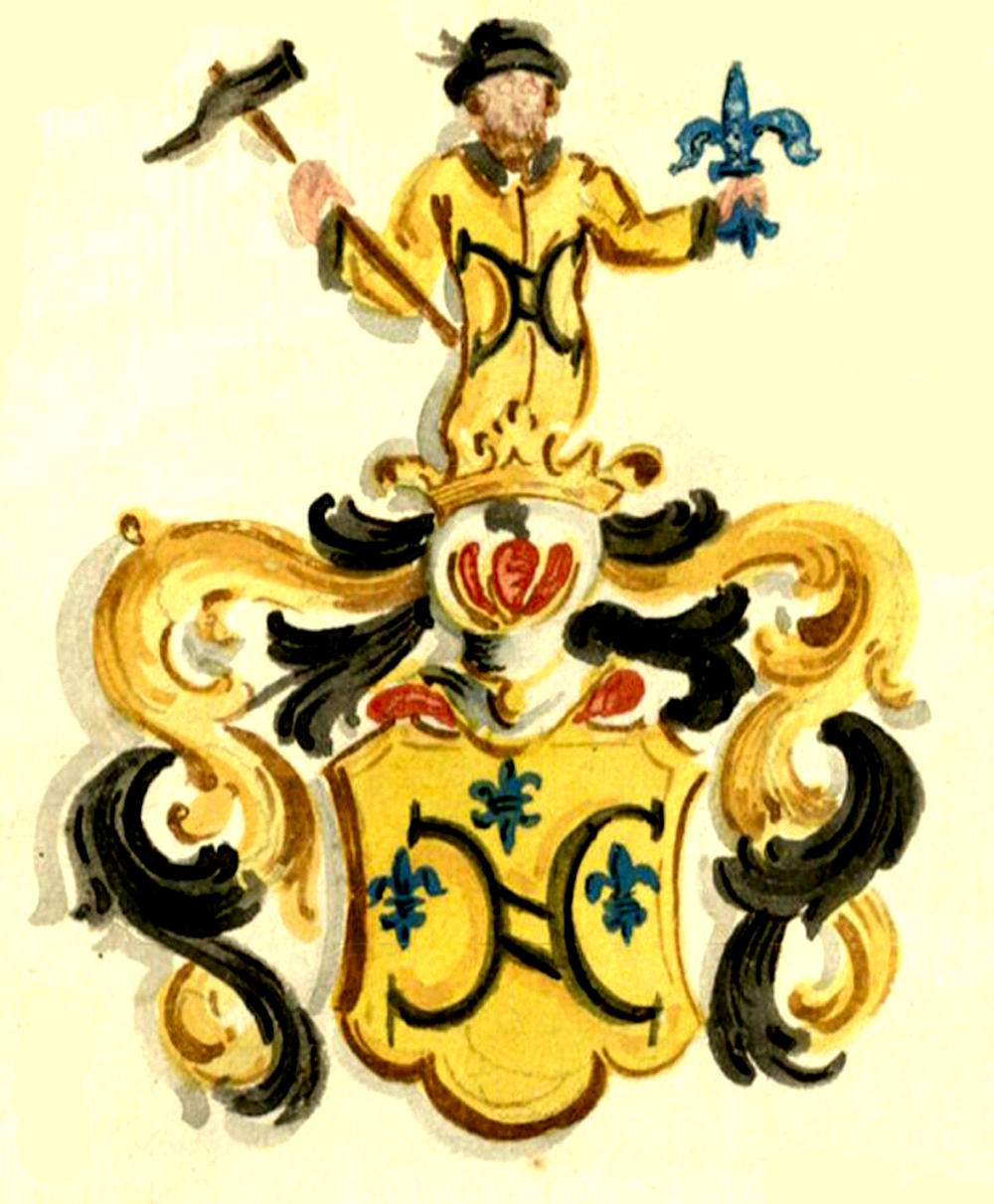
Stemma Pfyffer-Altishofen

Franz Pfyffer von Altishofen (Lucerna, 1917 – Lucerna, 1995) è stato un ufficiale svizzero, appartenente alla Guardia Svizzera.

## Biografia
Pfyffer von Althishofen, proveniente da una nota famiglia che già aveva vantato nei secoli tra le proprie file alcuni capitani delle guardie svizzere pontificie, ottenne l'incarico di capitano della guarnigione vaticana nel 1972 mentre si trovava a Lucerna, ove svolgeva la professione di avvocato.
I suoi anni di reggenza della carica furono tra i più carichi di avvenimenti storici: nel 1978 la morte di Paolo VI, la discussa ascesa e improvvisa morte di Giovanni Paolo I e l'elezione inaspettata di Giovanni Paolo II. Nel 1981, inoltre, si trovava nei pressi della papamobile quando avvenne il famoso attentato di Mehmet Ali Ağca al pontefice e fu una delle prime guardie svizzere a raggiungere l'aggressore per sottrarlo al linciaggio della folla ed assicurarlo alla giustizia.
Sempre più anziano e malato, dopo 10 anni di servizio, nel 1982 Pfyffer ottenne dal papa il permesso di ritirarsi dal servizio attivo all'età di 65 anni.
Morì a Lucerna nel 1995.